# Mertensia maritima
Mertensia maritima — вид трав'янистих рослин родини шорстколисті (Boraginaceae). Етимологія: лат. maritima — «морський».

## Опис
Багаторічна трав'яниста рослина зі стеблом максимальної довжини до 50 сантиметрів. Суцвіття утворює кластер з квітів, які є спершу червонуватими, а потім яскраво-синіми.

## Поширення
Азія: Японія — Хоккайдо, Хонсю, Корея, Росія; Європа: Данія, Фарерські острови, Ісландія, Ірландія, Норвегія (у тому числі Шпіцберген), Швеція, Сполучене Королівство; Північна Америка: Гренландія, Канада, США. Також культивується. Зростає на гравійних ґрунтах.

## Використання
Використовується в кулінарії, часто в поєднанні зі стравами з риби. Його можна вживати в їжу сирим, вареним, або консервованим в оцті.

## Галерея

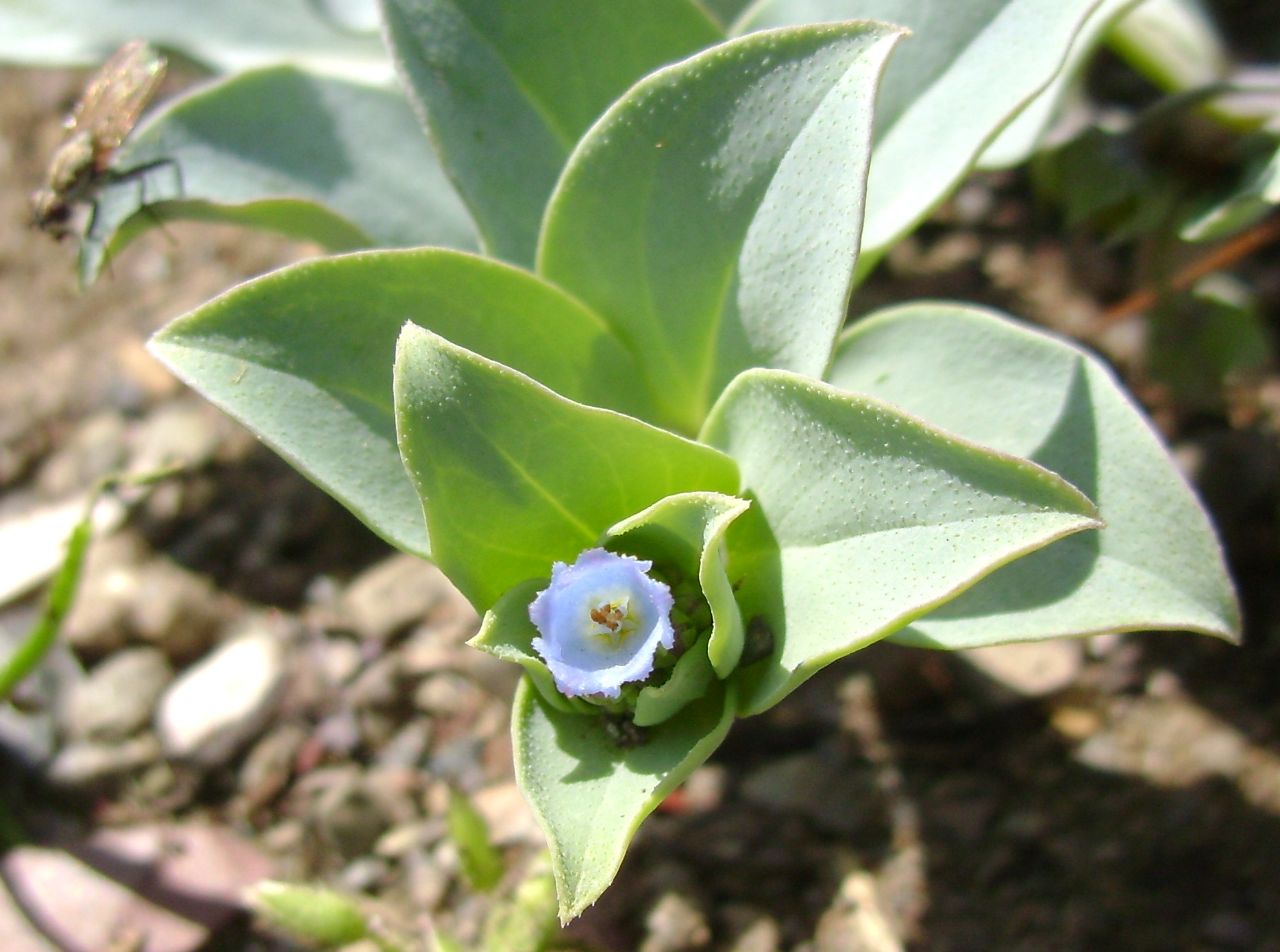
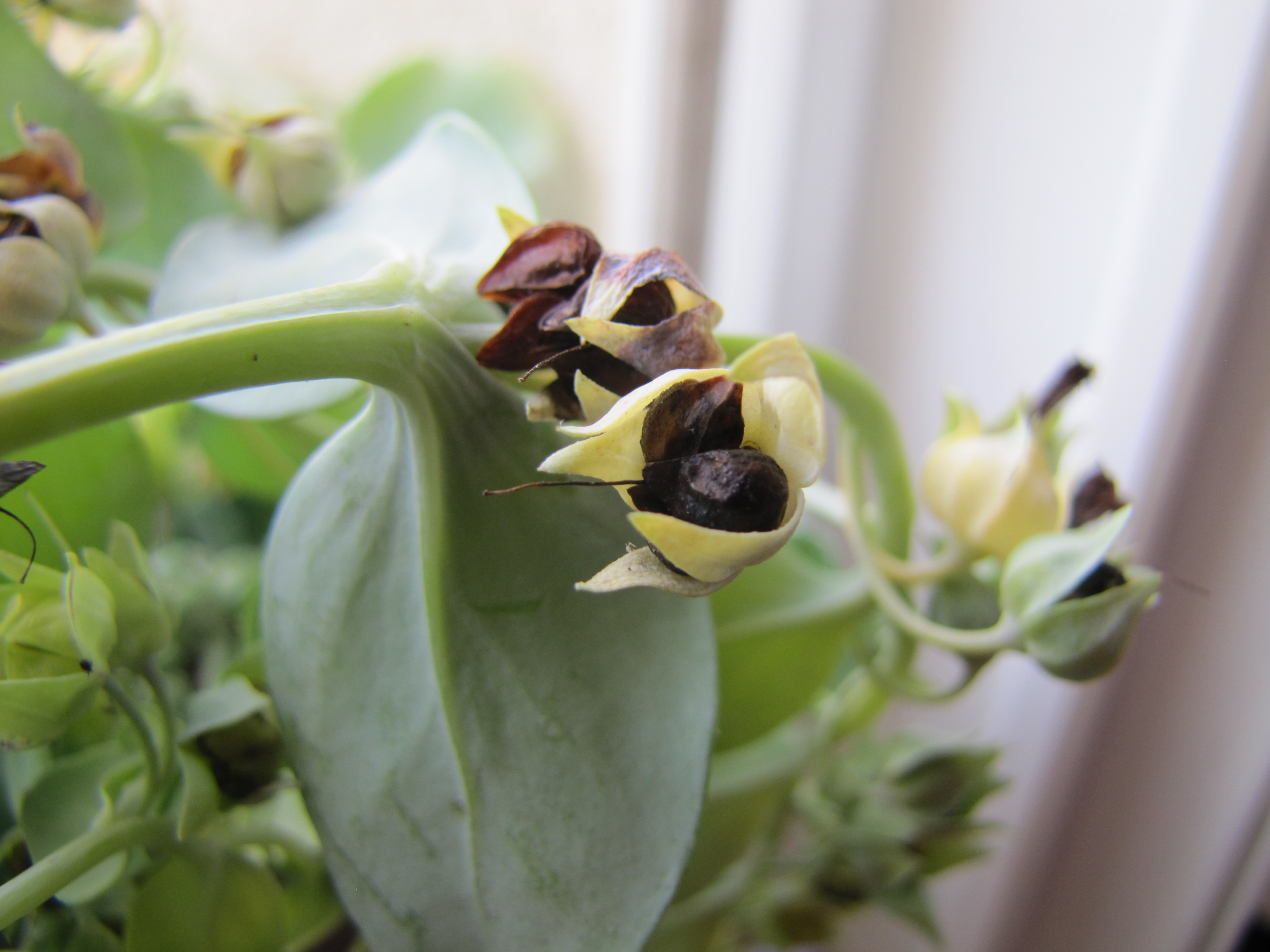
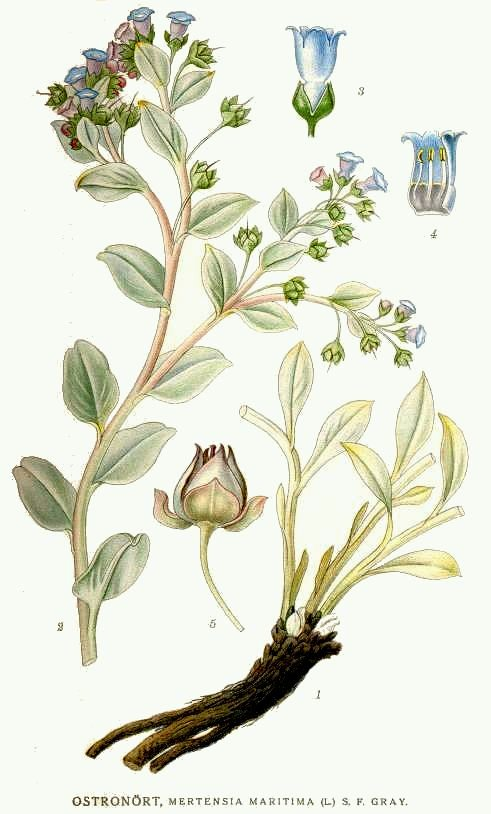